# Holvret
Holvret är en by i Falu kommun. Byn ligger mellan Sundborn och Svärdsjö, cirka två mil nordost om Falun. Namnet har ursprungligen åsyftat en bit åkermark då vret betyder "liten inhägnad åker". Hol betyder "kulle, rund höjd".